# IC 718
IC 718 је галаксија у сазвјежђу Дјевица која се налази на листи објеката дубоког неба у Индекс каталогу.
Деклинација објекта је + 8° 52' 28" а ректасцензија 11h 39m 52,7s. Привидна величина (магнитуда) објекта IC 718 износи 13,9 а фотографска магнитуда 14,5. IC 718 је још познат и под ознакама UGC 6626, MCG 2-30-7, CGCG 68-18, PGC 36174.